# Problema di Bongard

Un esempio di problema di Bongard, in cui la proprietà comune all'insieme di sinistra è la forma convessa, mentre quelle dell'insieme di destra sono concave.

Un problema di Bongard è un tipo di quesito inventato dall'informatico russo Michail Moiseevič Bongard (Михаил Моисеевич Бонгард, 1924–1971), che ne pubblicò svariati nel suo libro del 1967 sul riconoscimento di pattern. L'obiettivo del quesito è quello di individuare la proprietà che contraddistingue due insiemi di immagini. Bongard, nell'introduzione al sopracitato libro, dà credito per alcune idee alla base del quesito a M. N. Vaintsvaig, V. V. Maksimov, e M. S. Smirnov, tra gli altri.

## Descrizione
Un problema di Bongard consiste nella presentazione di due insiemi di disegni relativamente semplici, solitamente raggruppati l'uno di fronte all'altro come in figura. Chiamiamo A l'insieme di sinistra e B quello di destra. Tutti i disegni nell'insieme A hanno una proprietà in comune che è assente da tutti i disegni in B. Il problema consiste nell'identificare tale proprietà, descrivendola in maniera sufficientemente precisa.

## I problemi di Bongard nella cultura
I problemi di Bongard sono stati resi popolari dal libro Gödel, Escher, Bach del 1979 di Douglas Hofstadter, essendo quest'ultimo un inventore di tali problemi. Secondo Hofstadter "la capacità di risolvere problemi di Bongard è molto vicina all'essenza dell'intelligenza "pura", ammesso che una cosa del genere esista". Questo più in generale si accorda con la tesi propugnata da Hofstadter sin dagli anni 1980 secondo cui la capacità di fare analogie, o riconoscere strutture astratte, sarebbe al cuore di tutto il pensiero umano, poi nuovamente difesa ed articolata in un libro co-pubblicato nel 2015 con lo psicologo francese Emmanuel Sander, "Superfici ed Essenze - L'analogia come cuore pulsante del pensiero" (2015, Codice Edizioni).
I problemi di Bongard sono anche l'idea centrale del gioco da tavola Zendo.
Nel 2009 il musicista elettronico Edward Upton, sotto il nome d'arte DMX Krew, ha pubblicato un EP dal titolo "Bongard Problems", ispirandosi al libro dell'informatico russo.

## Pubblicazioni scientifiche sui problemi di Bongard
- Bongard, M. M. (1970). Pattern Recognition. Rochelle Park, N.J.: Hayden Book Co., Spartan Books.  (Pubblicazione originale: Проблема Узнавания, Nauka Press, Moscow, 1967)
- Maksimov, V. V. (1975). Система, обучающаяся классификации геометрических изображений (A system capable of learning to classify geometric images; tradotto dal russo all'inglese da Marina Eskina), in Моделирование Обучения и Поведения (Modeling of Learning and Behavior, in russo), M.S. Smirnov, V.V. Maksimov (eds.), Nauka, Moskva.
- Douglas Hofstadter, Gödel, Escher, Bach: un'eterna ghirlanda brillante, in Giuseppe Trautteur (a cura di), Biblioteca Scientifica, traduzione di Barbara Veit - Giuseppe Longo, Giuseppe Trautteur - Settimo Termini, Bruno Garofalo, Adelphi, 1984, p. 852,
- Montalvo, F. S. (1985). Diagram Understanding: the Intersection of Computer Vision and Graphics. M.I.T. Artificial Intelligence Laboratory, A. I. Memo 873, November 1985.
- Saito, K., and Nakano, R. (1993) A Concept Learning Algorithm with Adaptive Search. Proceedings of Machine Intelligence 14 Workshop. Oxford University Press. See pp. 347–363.
- Douglas Hofstadter, Concetti fluidi e analogie creative, traduzione di Massimo Corbò, Isabella Giberti e Maurizio Codogno, collana Biblioteca scientifica, Adelphi, 1996, p. 586, ISBN 88-459-1252-3.
- Alexandre Linhares (2000), "A glimpse at the metaphysics of Bongard Problems" Archiviato l'11 agosto 2011 in Internet Archive., in Artificial Intelligence 121 (2000) pp. 251-270
- Foundalis, H. (2006). Phaeaco: A Cognitive Architecture Inspired by Bongard’s Problems. Tesi di dottorato, Indiana University, Center for Research on Concepts and Cognition (CRCC), Bloomington, Indiana. Foundalis abbandonò l'ambito di ricerca nel 2008 sulla base di considerazioni etiche riguardo ai pericoli associati al progresso in intelligenza artificiale, per poi tornare attivo nel 2011 sulla base di considerazioni inerenti ai kamikaze umani.[5]